# Стереум краснеющий
Стереум краснеющий, или стереум кровяно-красный (лат. Stereum sanguinolentum) — деревообитающий вид грибов, который поселяется на отмерших ветвях или погибших деревьях хвойных пород. Плодовые тела покрывают поверхность дерева тонкой кожистой коркой, которая при повреждении источает красную жидкость, из-за чего гриб и получил своё название. Гриб может служить хозяином для другого паразитирующего гриба Tremella encephala.

## Синонимы
Синонимы:
- Thelephora sanguinolenta Alb. & Schwein., 1805
- Phlebomorpha sanguinolenta (Alb. & Schwein.) Pers., 1822
- Thelephora sericea или sanguinolenta (Alb. & Schwein.) Pers., 1822
- Auricularia sanguinolenta (Alb. & Schwein.) Grev., 1826
- Merulius sanguinolentus (Alb. & Schwein.) Spreng., 1827
- Stereum balsameum Peck 1875
- Haematostereum sanguinolentum (Alb. & Schwein.) Pouzar, 1959

## Таксономия
Впервые научное описание вида дали Альбертини и Швейниц в 1805 году, дав ему название Thelephora sanguinolenta. В последующем этот вид причислялся учёными к разным родам грибов, таким как Phlebomorpha, Auricularia, Merulius, Haematostereum.

## Описание
Плодовое тело гриба представляет собой тонкую (обычно менее 1 мм), кожистую корку, поселяющуюся на поверхности дерева. Корки соседствующих грибов могут срастаться. Окраска варьируется от бежевого до тёмно-коричневого цвета у зрелых грибов, кромка имеет более светлый оттенок. При надавливании грибы становятся красными. При высыхании цвет приобретает серовато-коричневый оттенок. Округлые споры обычно имеют размер от 3 до 10 микрометров.

## Среда обитания и распространение
Гриб поселяется на деревьях хвойных пород. За год он может прибавлять в ширине до 40 см. В сечении поражённого дерева видно, что заражение образуется кольцами вокруг центра ствола.
Данный гриб широко распространён в Северной Америке, Европе, восточной Африке, Новой Зеландии и Австралии.